# Monastère de Jazak
Le monastère de Jazak (en serbe cyrillique : Манастир Јазак ; en serbe latin Manastir Jazak) est un monastère orthodoxe serbe situé en Serbie dans la province autonome de Voïvodine, près du village de Jazak. Il est un des 16 monastères de la Fruška gora, dans la région de Syrmie. Il dépend de l'éparchie de Syrmie et figure sur la liste des monuments culturels d'importance exceptionnelle de la république de Serbie (identifiant no SK 1025).
Le monastère de Jazak a été fondé en 1736 ; son église est dédiée à la Sainte-Trinité.